# Eucereon consorta
Eucereon consorta är en fjärilsart som beskrevs av William Schaus 1910. Eucereon consorta ingår i släktet Eucereon och familjen björnspinnare. Inga underarter finns listade i Catalogue of Life.